# قلفاط
ابوعبدالله، محمد بن یحیی قُرطبی شهرت‌یافته و لقب‌گرفته به قَلْفاط (؟ -حدود ۹۳۹م) زبان‌شناس، شاعر و ادیب عربی اندلسی و مدرّس نحو در سدهٔ چهارم قمری بود. که از زندگی‌اش جز اینکه آموزگاری بوده و گویا در آموزگاری پیشینه‌ای دیرینه داشته، چیز بسیاری دانسته نیست. فنون شعری‌اش مدح، هجو، غزل است که کمی از آن به‌جا مانده است. با ابن عبدربه دوستی داشت اما پایدار نماند.